# Semana de la Prevención de los Fuegos
La Semana Nacional de la Prevención de los Fuegos (en inglés Fire Prevention Week) es una festividad que se celebra en los Estados Unidos y en Canadá. La semana empieza el primer domingo de octubre, y termina el domingo siguiente, que se conoce como el Día del Reconocimiento de la lucha contra el Fuego. En los Estados Unidos, esta festividad se creó por una proclamación firmada por el Presidente Calvin Coolidge en 1925.